# Marcin Baszczyński
 Marcin Baszczynski, né le 7 juin 1977 à Ruda Slaska, est un footballeur polonais. Il joue au poste de défenseur au Polonia Varsovie.

## Carrière

### En club
- 1995-2000 :  Ruch Chorzów
- 2000-2009 :  Wisła Cracovie
- 2009-2011 :  Atromitos FC
- 2011- :  Polonia Varsovie

### En équipe nationale
Il a honoré sa première sélection le 26 janvier 2000 à l'occasion d'un match contre l'équipe d'Espagne.
Baszczynski participe à la coupe du monde 2006 avec l'équipe de Pologne.

## Palmarès
- Champion de Pologne : 2001, 2003, 2004, 2005, 2008 et 2009